# Акасайєд-Якуб
Акасайєд-Якуб (перс. اقاسيديعقوب) — село в Ірані, у дегестані Мола-Сара, у Центральному бахші, шагрестані Шафт остану Ґілян. За даними перепису 2006 року, його населення становило 1119 осіб, що проживали у складі 297 сімей.

## Клімат
Середня річна температура становить 14,18 °C, середня максимальна – 28,02 °C, а середня мінімальна – -0,60 °C. Середня річна кількість опадів – 1004 мм.
| Клімат поселення                              | Клімат поселення | Клімат поселення | Клімат поселення | Клімат поселення | Клімат поселення | Клімат поселення | Клімат поселення | Клімат поселення | Клімат поселення | Клімат поселення | Клімат поселення | Клімат поселення | Клімат поселення |
| Показник                                      | Січ.             | Лют.             | Бер.             | Квіт.            | Трав.            | Черв.            | Лип.             | Серп.            | Вер.             | Жовт.            | Лист.            | Груд.            |                  |
| Середній максимум, °C                         | 8,82             | 8,95             | 11,67            | 17,81            | 21,89            | 25,30            | 28,02            | 27,64            | 24,43            | 21,14            | 16,70            | 12,14            |                  |
| Середня температура, °C                       | 4,12             | 4,21             | 6,93             | 13,10            | 17,20            | 20,57            | 23,68            | 23,30            | 20,08            | 16,79            | 12,35            | 7,80             |                  |
| Середній мінімум, °C                          | −0,6             | −0,5             | 2,23             | 8,38             | 12,46            | 15,86            | 19,33            | 18,96            | 15,74            | 12,45            | 8,01             | 3,45             |                  |
| Норма опадів, мм                              | 106              | 83               | 79               | 51               | 42               | 27               | 21               | 49               | 104              | 160              | 141              | 141              |                  |
| Середньомісячна швидкість вітру, м/с          | 2.20             | 2.40             | 2.40             | 2.30             | 2.30             | 2.53             | 2.54             | 2.31             | 2.10             | 2.10             | 1.98             | 2.00             |                  |
| Середньомісячна сонячна радіація, кДж/м²·день | 6779             | 8952             | 11040            | 15761            | 20056            | 22370            | 23281            | 19574            | 16077            | 10929            | 8560             | 6572             |                  |
| --------------------------------------------- | ---------------- | ---------------- | ---------------- | ---------------- | ---------------- | ---------------- | ---------------- | ---------------- | ---------------- | ---------------- | ---------------- | ---------------- | ---------------- |
| Джерело:                                      |                  |                  |                  |                  |                  |                  |                  |                  |                  |                  |                  |                  |                  |